# المستدرك على الصحيحين (كتاب)
المستدرك على الصحيحين أحد كتب الحديث النبوي عند أهل السنة والجماعة. جمع فيه مؤلفه الإمام أبو عبد الله محمد بن عبد الله الحاكم النيسابوري الأحاديث التي اعتقد أنها صحيحة وعلى شرط الشيخين (البخاري ومسلم) أو على شرط أحدهما، ولم يروها الشيخان (البخاري ومسلم) في صحيحيهما، ولكن قاما بالتخريج لرواتها في كتابيهما، ثم أضاف بعض الأحاديث التي أداه اجتهاده إلى تصحيحها. ذهب علماء الحديث عند أهل السنة والجماعة إلى القول بأن الحاكم كان متساهلاً في التصحيح، فوقع في الكتاب العديد من الأحاديث الضعيفة والموضوعة. وقام الحافظ الذهبي باختصار الكتاب، وأضاف بعض التعليقات عليه.
الكتاب مطبوع ومتداول، ومن أشهر طبعاته طبعة «دار الكتب العلمية» ببيروت بتحقيق مصطفى عبد القادر عطا، ووقعت في أربعة أجزاء.

## نبذة عن محتوى الكتاب
بلغ مجموع أحاديث المستدرك بالمكرر 9588 حديثًا:
- يحوي المجلد الأول منها 2650 حديثًا.
- يحوي المجلد الثاني 2296 حديثًا.
- يحوي المجلد الثالث 2451 حديثًا.
- يحوي المجلد الرابع 2204 حديثًا.
- وبلغ عدد الرجال الذين ذكرهم الحاكم بالجرح والتعديل 625 راويًا. وقُسّم الكتاب إلى:[2]

- مقدمة المصنف
- كتاب الإيمان
- كتاب العلم
- كتاب الطهارة
- كتاب الجمعة
- كتاب صلاة العيدين
- كتاب الوتر
- كتاب السهو
- كتاب الاستسقاء
- كتاب الكسوف
- كتاب صلاة الخوف
- كتاب الجنائز
- كتاب الزكاة
- كتاب الصوم
- كتاب الدعاء، والتكبير، والتهليل، والتسبيح والذكر
- كتاب فضائل القرآن
- كتاب البيوع
- كتاب الجهاد
- كتاب قسم الفيء
- كتاب قتال أهل البغي وهو آخر الجهاد
- كتاب النكاح
- كتاب الطلاق بسم الله الرحمن الرحيم
- كتاب المكاتب
- كتاب التفسير
- كتاب تواريخ المتقدمين من الأنبياء والمرسلين
- كتاب الهجرة
- كتاب المغازي والسرايا
- كتاب معرفة الصحابة رضي الله عنهم "
- كتاب الأحكام
- كتاب الأطعمة
- كتاب الأشربة
- كتاب البر والصلة
- كتاب اللباس
- كتاب الطب
- كتاب الأضاحي
- كتاب الذبائح
- كتاب التوبة والإنابة
- كتاب الأدب
- كتاب الأيمان والنذور
- كتاب النذور
- كتاب الرقاق
- كتاب الفرائض
- كتاب الحدود
- كتاب تعبير الرؤيا
- كتاب الطب
- كتاب الرقى والتمائم
- كتاب الفتن والملاحم
- كتاب الأهوال

## آخر حديث بالكتاب
«أَنَّ رَجُلًا سَأَلَ ابْنَ عَبَّاسٍ رَضِيَ اللَّهُ عَنْهُمَا عَنْ قَوْلِهِ عَزَّ وَجَلَّ: {وَإِنَّ يَوْمًا عِنْدَ رَبِّكَ كَأَلْفِ سَنَةٍ مِمَّا تَعُدُّونَ} [الحج: 47] فَقَالَ: «مَنْ أَنْتَ؟» فَذَكَرَ لَهُ أَنَّهُ رَجُلٌ مِنْ كَذَا وَكَذَا، فَقَالَ ابْنُ عَبَّاسٍ رَضِيَ اللَّهُ عَنْهُمَا: «فَمَا يَوْمٌ كَانَ مِقْدَارُهُ خَمْسِينَ أَلْفَ سَنَةٍ؟» فَقَالَ الرَّجُلُ: رَحِمَكَ اللَّهُ إِنَّمَا سَأَلْتُكَ لِتُخْبِرَنَا، فَقَالَ ابْنُ عَبَّاسٍ: «يَوْمَانِ ذَكَرَهُمَا اللَّهُ عَزَّ وَجَلَّ فِي كِتَابِهِ اللَّهُ أَعْلَمُ بِهِمَا فَكَرِهَ أَنْ يَقُولَ فِي كِتَابِ اللَّهِ بِغَيْرِ عَلْمٍ» هَذَا حَدِيثٌ صَحِيحٌ عَلَى شَرْطِ الْبُخَارِيِّ وَلَمْ يُخْرِجَاهُ»

## تساهلات كتاب المستدرك

### نقاط التساهل في كتاب المستدرك
1. لا يلزم من كون الراوي محتجًا به في الصحيح، أنه إذا وجد في أي حديثٍ كانَ الحديث ذاك على شرط مؤلف الصحيح، وقد بين الزيلعي ذلك: (صاحبا الصحيح إذا أخرجا من تكلم فيه فإنما ينتقيان من حديثه ما توبع عليه، وظهرت شواهده، وعُلم بأنَّ له أصلًا، ولا يرويان ما تفرد به، سيما إذا خالفه الثقات، كما أخرج مسلم لأبي أويسٍ حديث: «قسمت الصلاة بيني وبين عبدي..» لأنه لم ينفرد به، إنما رواه غيره من الأثبات، كمالك وشعبة وابن عيينة، وصار حديثه متابعًا.. وهذه العلة راجت على كثيرٍ ممن استدرك على الصحيحين، فتساهلوا في استدراكهم، ومن أكثرهم تساهلًا الحاكم بن عبد الله في كتابه المستدرك).
2. كان الحاكم كثيرًا ما يجيء لحديثٍ لم يخرج لغالب رواته في الصحيح، فيستدركه على شرط أحد الصحيحين لكون مؤلف الصحيح أخرج لأحد الرواة منهم، وكمثالٍ على ذلك حديث عكرمة بن عباس، فيقول هذا حديث على شرط البخاري، ذلك أن البخاري أخرج لعكرمة، وهذا تساهلٌ منه، حيث يجب أن جميع رواته في الصحيح ليكون على شرطه.
3. كثيرًا ما يخرج حديثًا يكون بعض رواته (وليس كلهم) في صحيح البخاري، وآخرون في صحيح مسلم، فيقول بأن هذا الحديث على شرط الشيخين. فبذلك ينسب جميع الرجال للبخاري وجميعهم لمسلم ضمنًا.
4. يأتي أحيانًا إلى رجلٍ قد أخرج له صاحبا الصحيح حديثًا عن شيخ معينٍ لضبطه حديثه، وخصوصيته به، ولم يخرجا حديثه عن غيره لضعفه فيه، أو لعدم الضبط، أو لكونه غير مشهورٍ بالرواية عن ذلك الشيخ، فيقوم هو بإخراج ذلك الحديث عن غير ذلك الشيخ، ثم يقول عن شرط الشيخين، أو البخاري ومسلم، وهذا تساهلٌ منه، لأن صاحبي الحديث قد احتجا به في شيخٍ معين لا بغيره، ومثاله على ذلك ما أخرجه البخاري ومسلم عن حديث خالدٍ بن مخلد القطواني عن سليمان بن بلال وغيره، ولم يخرجا حديثه عن عبد الله بن المثنى.
5. يقوم بإخراج حديثٍ لرجل ضعيفٍ أو متهمٌ بالكذب، عندما يكون غالب رجال الحديث قد وردوا في الصحيحين، ثم يقول هذا على شرط الشيخان، وهذا تساهلٌ شديد!.[4]

### أقوال ذكرت في نقد المستدرك
- قال ابن الصلاح (المتوفى عام 643 هـ) يتحدث عن الحاكم: (هو واسع الخطو في شرط الصحيح، متساهلٌ في القضاء به).

وقال بدر الدين بن جماعة (المتوفى عام 733 هـ) يتحدث عن الأحاديث التي صححها الحاكم: (إنه يتتبع ويحكم عليه بما يليق بحاله من الحسن والضعف).
- قال الحافظ العراقي يتحدث عن قول بدر الدين بن جماعة: (وهذا هو الصواب).[5]
- قال السخاوي متحدثًا عن الحاكم: (وهو معروف عند أهل العلم بالتساهل في التصحيح، والمشاهدة تدل عليه).[6]
- وقد تعجب ابن حجر عندما صحح الحاكم حديثًا هو نفسه حكم على أحد رواته بالوضع، فقال ابن حجر: (ومن عجيب ما وقع للحاكم أنه أخرج لعبد الرحمن بن زيد بن أسلم، وقال بعد روايته «هذا صحيح الإسناد»، وهو أول حديث ذكرته لعبد الرحمن، مع أنه قال في كتابه الذي جمعه في الضعفاء: «عبد الرحمن بن زيد بن أسلم روى عن أبيه أحاديث موضوعة لا تخفى عمن تأملها من أهل الصنعة». وقال الحاكم في آخر هذا الكتاب: «فهؤلاء الذين ذكرتهم قد ظهر عندي جرحهم، لأن الجرح لا استحله تقليدًا»). قال ابن حجر: فكان هذا من عجائب ما وقع له من التساهل والغفلة.[7]
- قال ابن تيمية: وكثيرًا ما يصحح الحاكم أحاديث يُجزم بأنها موضوعة لا أصل لها).[8]

## فضائل وقيمة كتاب المستدرك
للمستدرك أهمية كبيرة في علم الحديث عند المسلمين، تتضح من مقدمة الكتاب:
1. للمستدرك قيمة هامة في علم الحديث، لما اشتمل عليه من أحاديث كثيرة تستند لضبط وشروط الصحيحين، وللكتب التي كُتبت عنه لاحقًا، وإن كان به تساهل إلا أنَّ الكتب اللاحقة قامت بتنقيح وتدقيق كُل ذلك.
2. الرد على المشككين والمنافقين في ذلك الزمان الذين كانوا ينتقصون السنة المطهرة ويقصرون الصحيح منها على الصحيحين. فقد كتب الحاكم في مقدمة كتابه المستدرك: (وقد نبغ في عصرنا هذا جماعة من المبتدعة يشتمون برواة الآثار، بأن جميع ما يصح عندكم من الحديث لا يبلغ عشرة آلاف حديث).
3. الرجال الذين احتُج بهم في الصحيحين رووا أيضًا أحاديث صحيحة غير التي شملها الصحيحان، فقد أتى المستدرك بها. فقال الحاكم في مقدمة كتابه: (وقد سألني جماعة من أعيان أهل العلم بهذه المدينة وغيرها أن أجمع كتابًا يشتمل على الأحاديث المروية بأسانيد يحتج بها محمد بن إسماعيل، ومسلم بن الحجاج بمثلها. وقد خرج جماعة من علماء عصرهما ومن بعدهما عليهما أحاديث قد أخرجاها. وأنا أستعين الله على إخراج أحاديث رواتها ثقات، قد احتج بمثلها الشيخان رضي الله عنهما).

وقد دافع الذهبي عن المستدرك بعد قول أبو سعد الماليني: «طالعت كتاب (المستدرك على الشيخين) الذي صنفه الحاكم من أوله إلى آخره، فلم أر فيه حديثا على شرطهما.» قال الذهبي: «هذه مكابرة وغلو، وليست رتبة أبي سعد أن يحكم بهذا، بل في (المستدرك) شيء كثير على شرطهما، وشيء كثير على شرط أحدهما، ولعل مجموع ذلك ثلث الكتاب بل أقل، فإن في كثير من ذلك أحاديث في الظاهر على شرط أحدهما أو كليهما، وفي الباطن علل خفية مؤثرة».

## شيوخ الحاكم في المستدرك
وعدد المرويات في طبعة دار التأصيل هو (9029) وعدد الشيوخ (322)،
| التسلسل | الشيخ                   | عدد مروياته |
| ------- | ----------------------- | ----------- |
| 1       | أبو العباس الأصم        | 1365        |
| 2       | الصبغي                  | 848         |
| 3       | علي بن حمشاذ            | 505         |
| 4       | ابن بالويه              | 390         |
| 5       | محمد بن عبد الله الصفار | 337         |
| 6       | الأخرم                  | 337         |
| 7       | 316                     |             |
| 8       | ابن بطة                 | 278         |
| 9       | يحيى العنبري            | 253         |
| 10      | أبو بكر القطيعي         | 220         |
| 11      | المحبوبي                | 216         |
| 10      | أبو سعيد الثقفي         | 205         |
| 11      | أبو علي النيسابوري      | 187         |
| 10      | علي الحيري              | 163         |
| 11      | أبو جعفر السمرقندي      | 152         |
| 10      | بكر الصيرفي             | 147         |
| 11      | النجاد                  | 145         |
| 12      | أبو الفضل البخاري       | 145         |
| 13      | أبو الحسن الطرائفي      | 139         |
| 12      | أبو النضر الطوسي        | 118         |
| 13      | محمد بن علي الصنعاني    | 117         |

## من الكتب التي كُتبت على المستدرك
نظرًا لتساهل الحاكم في تصحيح بعض الأحاديث قام أهل العلم من بعده – وبالاستعانة بالأسانيد التي أوردها الحاكم في كتابه – بضبط الصحيح من تلك الأحاديث من الضعيف منها، وألفوا في ذلك كتبًا، زادت من قيمة الكتاب وأهميته في العلم، فقد بينت ما يؤخذ منه وما لا يؤخذ، فكان مجموع هذا (الكتاب مع الكتب التي كتبت عنه) زيادة هامة في الأحاديث الصحيحة في خزينة الأمة من علوم الحديث، ومن أهمها:
1. تلخيص المستدرك: لمحمد بن أحمد بن عثمان الذهبي، قام فيه الذهبي بتلخيص المستدرك، وتصحيح الصحيح منه تبعًا للأسانيد، وقد اختصره في ثلث الكتاب الأصلي. اختصر فيه الذهبي الأسانيد، وأبقى فيه من السند ما يعرف به مخرج الحديث في الغالب، أما المتون فلم يحذف منها إلا القليل، وقال في مقدمة التخليص: (هذا ما لخص محمد بن أحمد بن عثمان الذهبي من كتاب المستدرك على الصحيحين للحافظ أبي عبد الله الحاكم رحمه الله، فأتى بالمتون وعلق الأسانيد).[13]
2. المستدرك على مستدرك الحاكم: كتبه شمس الدين الذهبي.
3. توضيح المدرك في تصحيح المستدرك: كتبه السيوطي، لكنه لم يكمله.
4. تلخيص المستدرك لبرهان الدين الحلبي.
5. التعليق على مستدرك الحاكم: شرع ابن حجر في كتابته، لكن لم يصل إلينا منه شيء.